# ARHGEF7
ARHGEF7‏ (Rho guanine nucleotide exchange factor 7) هوَ بروتين يُشَفر بواسطة جين ARHGEF7 في الإنسان.